# Oksana Rachmatulina
Oksana Evgen'evna Anufrieva, coniugata Rachmatulina (in russo Оксана Евгеньевна Ануфриева-Рахматулина?; Alma-Ata, 7 dicembre 1976), è un'ex cestista russa.
Alta 176 cm per 68 kg, giocava come guardia.

## Carriera
Con la Russia ha disputato due edizioni dei Giochi olimpici (Atene 2004, Pechino 2008), due dei Campionati mondiali (2002, 2006) e quattro dei Campionati europei (2001, 2003, 2005, 2007).

## Palmarès
- Campionato europeo: 2
Nazionale russa: Grecia 2003, Italia 2007.